# José Rizal
José Rizal (celým jménem José Protasio Rizal-Mercado y Alonso-Realonda) (19. června 1861 Calamba – 30. prosince 1896 Manila) národní hrdina Filipín, byl básník a prozaik, jeden z prvních očních chirurgů v celé jihovýchodní Asii, národní buditel a nejvýznamnější postava filipínského hnutí za nezávislost a osvobození od španělské koloniální nadvlády. Za své vlastenecké aktivity byl popraven, avšak národní osvobozenecké hnutí, inspirované jeho myšlenkami a aktivitami, vedlo už necelé dva roky po jeho smrti ke kapitulaci Španělské Východní Indie. Výročí jeho smrti se stalo státním filipínským svátkem. V roce 1911 byl na jeho počest založen Řád rytířů Rizala, který byl republikovým zákonem č. 646 roku 1951 ustanoven jako jeden ze státních řádů země.

## Život a dílo
Narodil se jako sedmé z jedenácti dětí svých rodičů, coby jejich druhý syn. Absolvoval jezuitskou školu Ateneo v Manile, začal univerzitní studia na Univerzitě svatého Tomáše, jediné filipínské vysoké škole, kde si vybral obor lékařství. V roce 1882 odjel do Evropy, kde pokračoval ve studiu oční chirurgie na univerzitě v Madridu, souběžně studoval i obory filosofie a literatura. Všechny obory absolvoval. Již ve Španělsku se stal váženou osobou, měl řadu kontaktů ve vědeckých kruzích, stýkal se i s liberálními politiky, angažoval se v aktivitách komunity zdejších filipínských studentů. V roce 1884 na sebe upozornil veřejným projevem při příležitosti udělení cen ve španělské celonárodní malířské soutěži, v níž se na prvních dvou místech umístili dva pařížští Filipínci. Roku 1885 prováděl oftalmologickou praxi v Paříži, poté v německém Heidelbergu. V té době se seznámil s pozdějším přítelem, profesorem Ferdinandem Blumentrittem z Litoměřic, jedním z mála evropských filipinistů. O dva roky později ho a jeho rodinu v Litoměřicích i navštívil.
Kromě svého rodného tagalogu uměl výborně španělsky, naučil se však i latinsky, řecky, hebrejsky, francouzsky, italsky, anglicky a německy. Údajně hovořil víc než deseti jazyky. Navíc vynikal v kreslení, jakož i v tělesných aktivitách (šerm). V roce 1887 vydal vlastním nákladem román Noli me tangere (Nedotýkej se mne), v němž popisuje nevlídné poměry na Filipínách, kde misionářské řády měly téměř absolutní moc nad domorodým obyvatelstvem. Téhož roku se vrátil na Filipíny, ale generální guvernér osobně mu pod tlakem církevních autorit doporučil z ostrovů opět odjet. Vrátil se do Evropy, kde v roce 1891 dokončil druhý román, El Filibusterismo (Podvratnictví), jehož námětem je pokus o revoluci na Filipínách. Naznačil že právě revoluce může být jediným možným východiskem z útlaku, který zažívají Filipínci, ale zároveň vyjadřil obavu z možných důsledků, pokud by k ní došlo.
V roce 1891 si zřídil oční ordinaci v Hongkongu, kde se setkal se svou rodinou, jež se mezitím stala obětí perzekuce. Odjel zpět na Filipíny a snažil se vyjednávat s novým generálním guvernérem. Byl zatčen a odsunut do ústraní, další čtyři roky strávil v odlehlém Dapitanu na ostrově Mindanao. V roce 1896 se sám přihlásil jako dobrovolný lékař do španělských jednotek na Kubě a byl mu povolen odjezd. Zatímco byl na cestě do Evropy, vypukla na Filipínách revoluce, vedená hnutím Katipunan (Sdružení), v jehož čele stál Andrés Bonifacio. Po připlutí do Barcelony byl znovu zatčen a poslán zpět do Manily. Přestože mu nebyly dokázány kontakty s vůdci revoluce, byl demonstrativně popraven zastřelením 30. prosince 1896. U místa jeho popravy byla 4. července 1946 vyhlášena nezávislost Filipín.

## Zajímavost

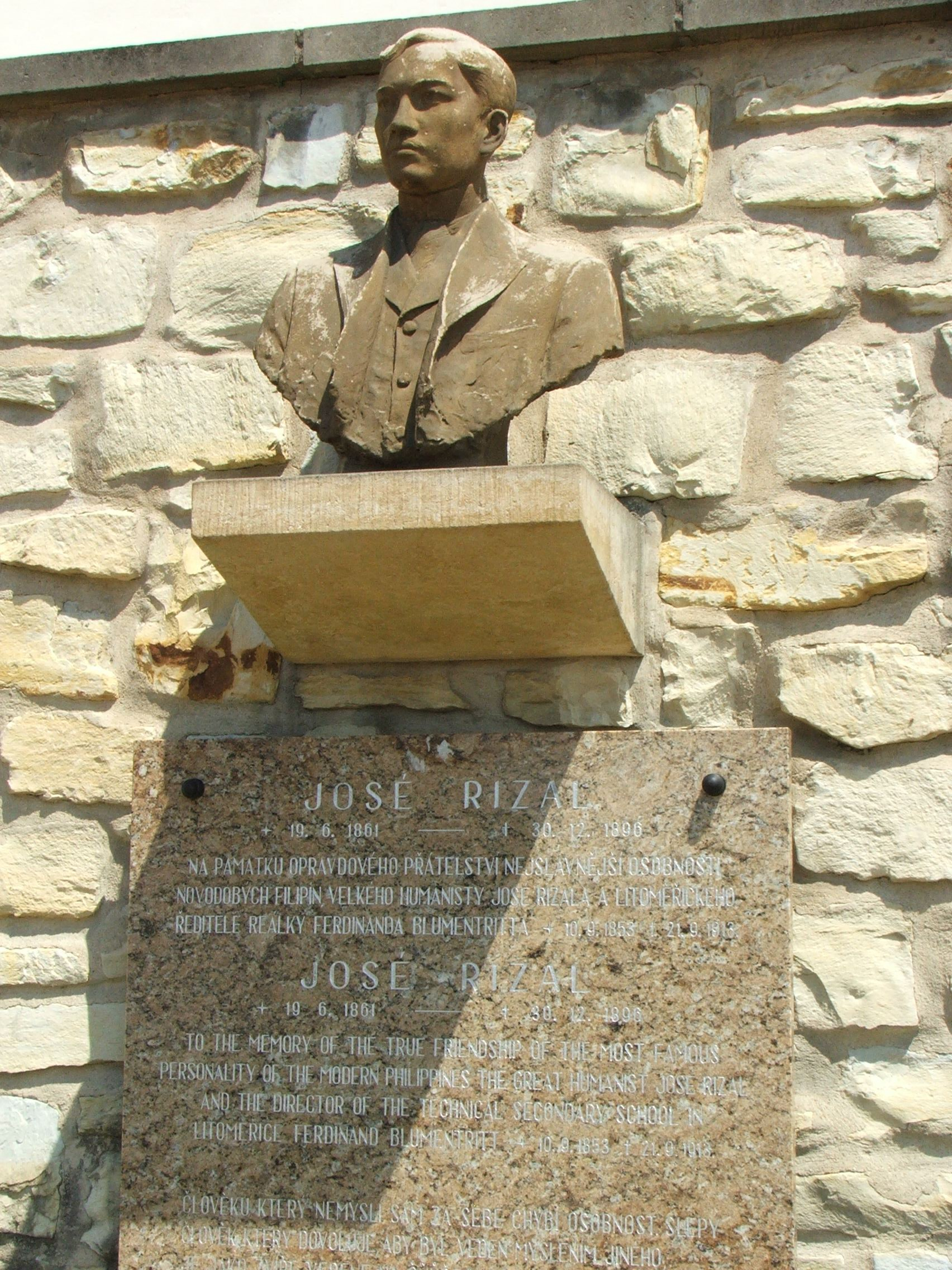
Busta José Rizala na litoměřických hradbách

- Sílu přátelství José Rizala a litoměřického středoškolského profesora Ferdinanda Blumentritta dokládá i skutečnost, že v noci před popravou napsal José Rizal, kromě své nejznámější básně Mi últimos adios (Poslední sbohem), pouze dva dopisy svým nejbližším – první své matce a druhý směřoval do Čech profesoru Ferdinandu Blumentrittovi.[2]

- V Litoměřicích nesou na Rizalovu počest jeho jméno parkány litoměřických hradeb, při kterých je umístěna Rizalova busta darovaná filipínskou vládou. Jménem Rizalova nejbližšího přítele Ferdinanda Blumentritta je pojmenován místní park.

## Busta José Rizala ve dvoraně ČNB
- Dne 25. června 2018 byla ve veřejně přístupném prostoru dvorany České národní banky (na adrese: Na příkopě 864/28; 110 00 Praha 1, Nové Město) slavnostně odhalena bronzová busta filipínského národního hrdiny a buditele Josého Rizala.[3][4] Autorem busty je filipínský umělec Jose Giroy.[3][4] [p 1] Bustu instalovala umělecká slévárna HVH Horní Kalná.[5]

- Iniciátory této akce byli viceguvernér ČNB Vladimír Tomšík a velvyslanec ČR na Filipínách Jaroslav Olša, jr.[3]

- Bustu odhalil guvernér ČNB Jiří Rusnok společně s guvernérem Národní banky Filipín Nestorem Espenillou, Jr. Slavnostního odhalení se dále zúčastnili:[3][4]
  - v pořadí první český velvyslanec na Filipínách Stanislav Slavický,[3][4]
  - zástupkyně tehdejšího českého velvyslance v Manile Jana Peterková a[3][4]
  - chargé d'affaires Filipínské republiky v Praze Dr. Juan „Jed“ E. Dayang, Jr.[3][4]
  - vysocí představitelé nejvýznamnějších českých firem působících na Filipínách, např. Home Credit

- V roce 1887 na svých studijních cestách zavítal José Rizal společně se svým přítelem a podporovatelem Máximem Sison Violou (1857–1933) také do Čech.[3][4] Zde nalezl řadu přátel filipínského lidu[4] (kromě středoškolského profesora na gymnáziu v Litoměřicích Ferdinanda Blumentritta [p 2] i ředitele pražské botanické zahrady Heinricha Moritze Willkomma [p 3]).[3] Po čtyřdenním[4] pobytu v Litoměřicích při své několikadenní[4] návštěvě Prahy pobýval José Rizal v hotelu „U Modré hvězdy“, který až do roku 1935 stával v místech dnešní budovy České národní banky.[3][4]

José Protasio Rizal / Mercado y Alonso-Realonda // 19.6.1861 Calamba, Laguna / 30.12. 1896 Manila // Národní hrdina Filipín, básník / a prozaik, oční chirurg, národní buditel / a nejvýznamnější postava filipínského hnutí / za nezávislost a osvobození. // Jeho literární dílo, v němž se zamýšlel / nad osudy filipínského lidu a nenásilným / způsobem žádal jeho osvobození od / koloniální nadvlády, se stalo zdrojem / inspirace pro vyhlášení filipínské / nezávislosti. // V roce 1887 na svých studijních cestách / zavítal také do Čech, kde nalezl přátele / filipínského lidu. Při své návštěvě Prahy / pobýval v hotelu, který až do roku 1935 / stával v místech dnešní budovy České / národní banky.
 , Text na podstavci busty,  

Busta José Rizala ve dvoraně ČNB
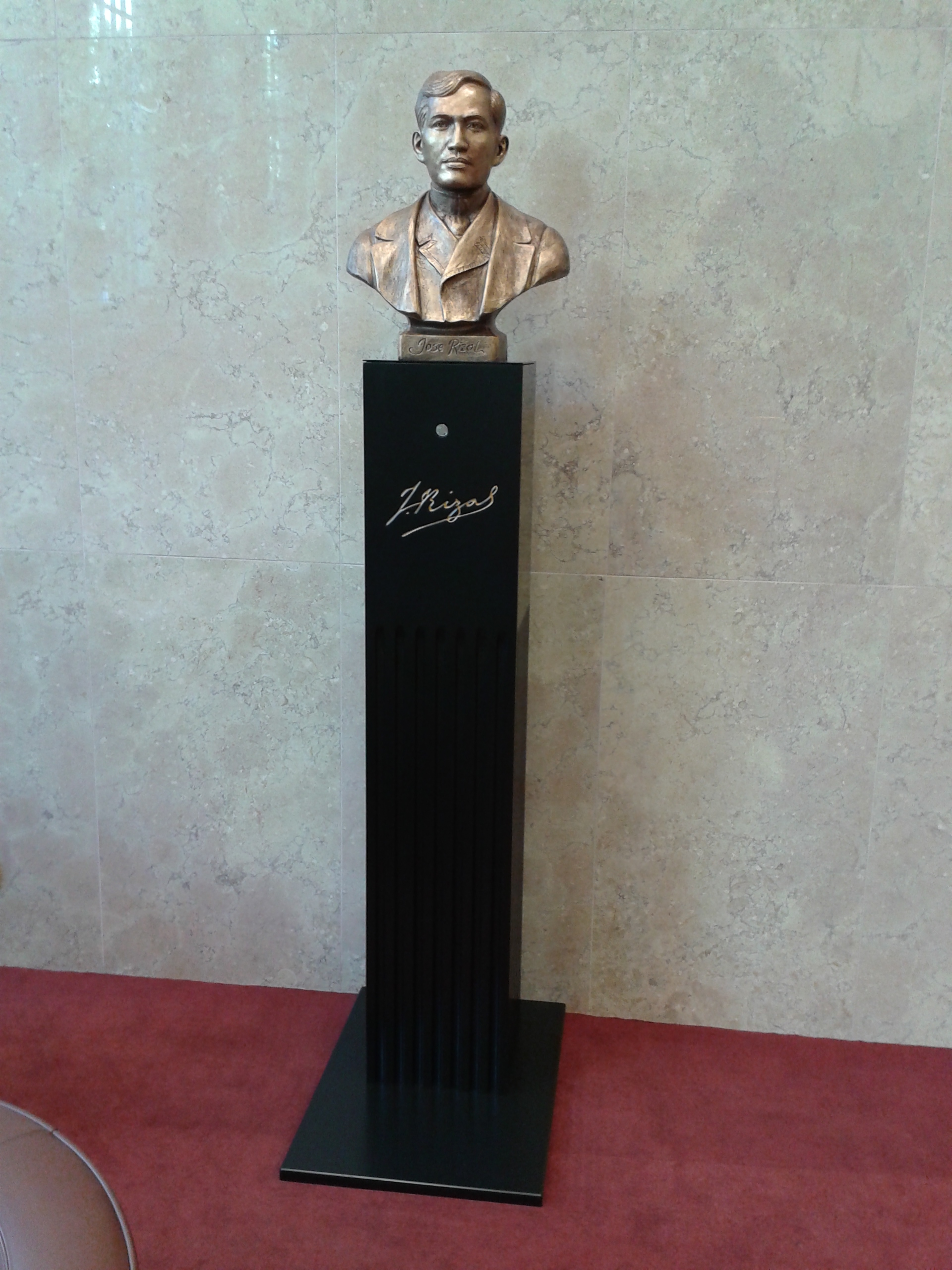
Celkový pohled
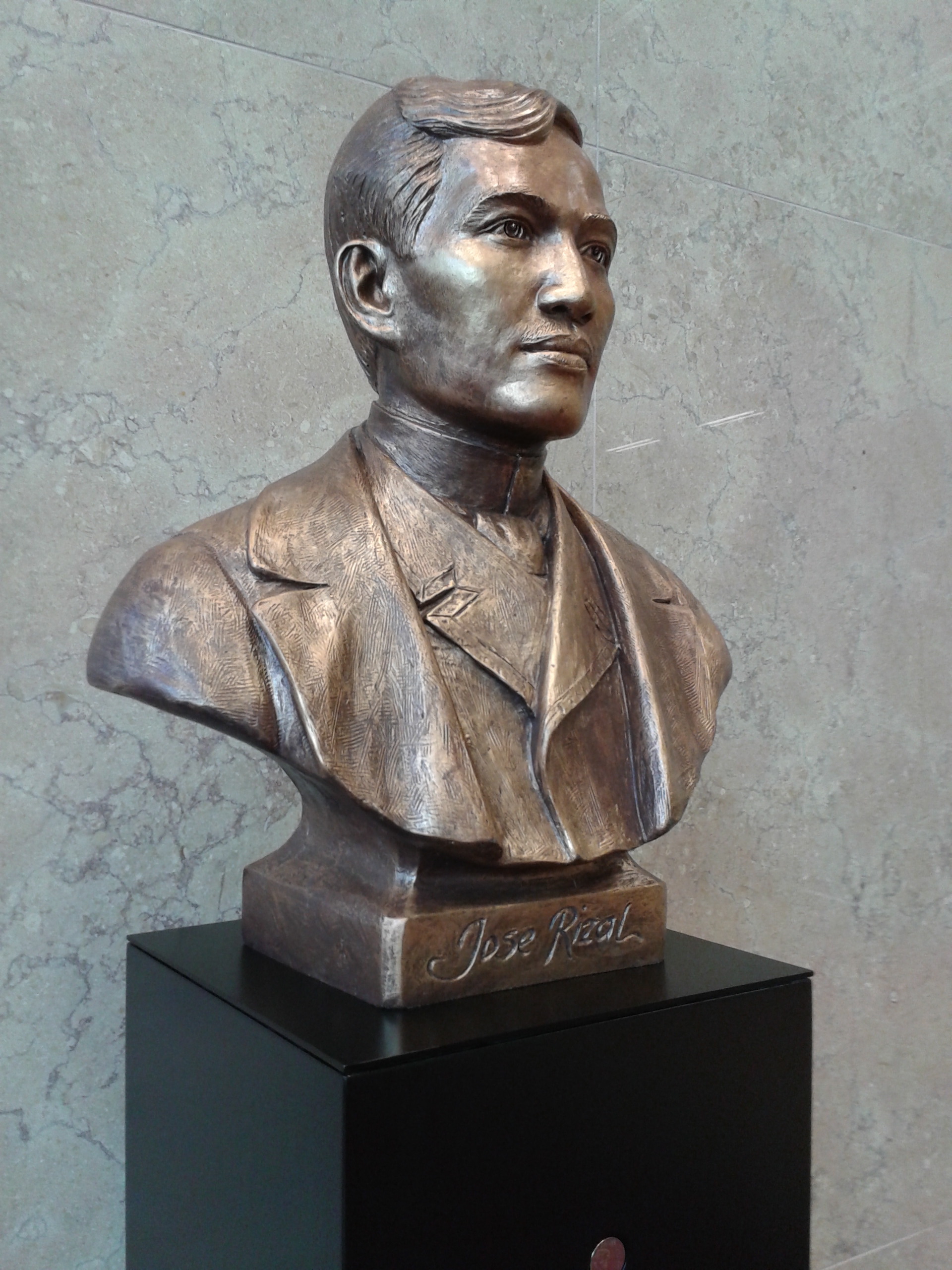
Detail – pohled zprava
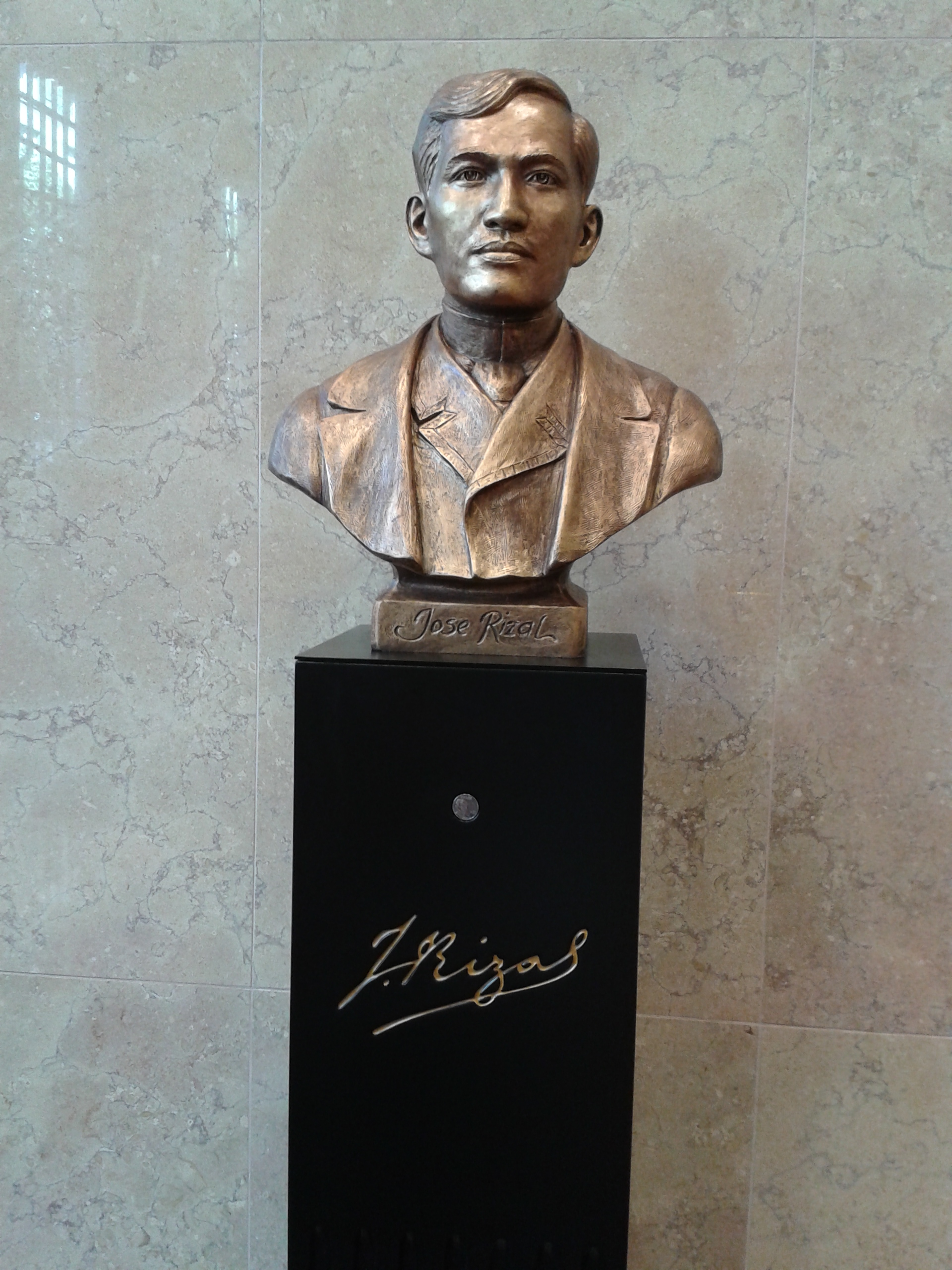
Detail – pohled zpředu
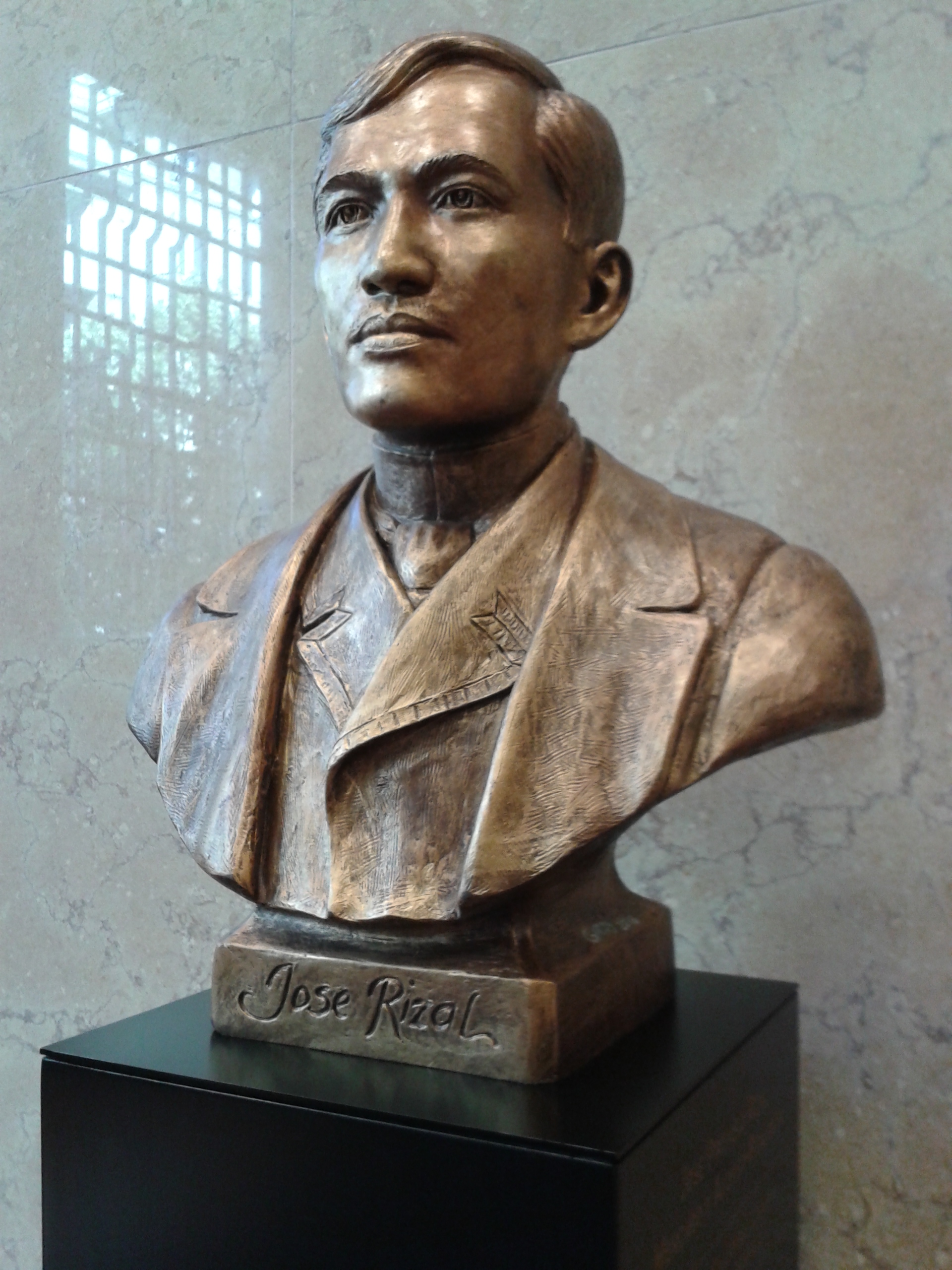
Detail – pohled zleva